# 岩井照宜
岩井 照宜（いわい てるよし、1978年1月20日 - ）は、広島県広島市出身のドリフトドライバー、会社員。

## 来歴
18歳の頃に運転免許を取得し、21歳の時にAE86型レビンでドリフトを開始した。
大学卒業後、広島県立広島高等技術専門校に進学。同校在学時の2003年には備北サーキットで行われた全日本学生ドリフト王座決定戦の西大会で優勝している。
車を持っていなかった時期に、友人が偶然持っていたKP61型スターレットを譲ってもらい、そこからスターレットでドリフトを始める。
2005年のアドバンドリフトミーティングで2位となり、D1グランプリ（D1GP）の権利を獲得した。その後、日光サーキットで行われた予選を突破し、同年の第2戦から参戦を開始する。
2007年以降はAPP Racingに移籍しS15型シルビアを使用した。
2011年からプライベーターに戻り、マシンをKP61型スターレットに戻す。開幕戦では自身初の追走進出を果たした。
2012年から車両をA35型シャルマンに変更、2013年の開幕戦では自身初の単走優勝を果たした。
2015年の第6戦から車両をNA6CE型ロードスターに変更した。エンジンはロータリーエンジン（13B型）に換装されている。デビュー戦となった第6戦こそ予選落ちしたものの、2016年、2017年には2度の単走優勝を果たすなど単走では強さを見せた。総合シリーズランキングも2016年で自己最高位となる7位を記録している。
2019年には3ローター（20B型）エンジン搭載のFC3S型RX-7にマシンを変更した。

## エピソード
- S15型シルビアで参戦していた時期もあったが、KP61、シャルマン、ロードスターなどD1GPでは数少ない「旧車」「珍車」と呼ばれる車種で参戦を続けている。2021年の選手紹介では「マニアックカーズ」と呼ばれた。
  - 2005年にD1GPに初参戦した際に、KP61で参戦していたことを珍しがられ、KP61世代のRE雨宮の雨宮勇美、JUN Auto Mechanicの小山進、CUSCOの大溝敏夫に大層気に入られた。その際、JUN Auto Mechanicの”JUN”を"JIN"に変えたパロディステッカーを見た小山は苦笑いを見せた[3]。
  - KP61はAE86のミッションを流用した影響で、2速に入れるとサイドブレーキが干渉してしまっていた。そのため、D1デビュー戦となった2005年第2戦ではサイドブレーキを使わずに走行していた[3]。
- ドリフト天国の企画で作成したFR仕様のEP82型スターレットを、半ば押し付けられる形で譲渡された。実際にドリフトで使用したのかは不明である[3]。
- 会社員として働きながらプライベーターでレース活動を行っているため、資金は他チーム・選手に比べて少ない。2016年の第4戦で取材を受けた際は、当時の参戦費用は年間300万円程と回答している。2016年シリーズは全7戦であったため、1戦あたり約43万円となる[6]。
- D1GPにおいては、複数回の単走優勝を経験している一方で追走を苦手としている[7]。D1GP実況の鈴木学曰く、2023年の第2戦終了時点で追走勝率は18％であり、一定以上追走を経験している選手の中では最下位とのこと[注 1][8]。
- エアロメーカー TRA京都の三浦慶とは交流があり、ロードスターとFC3Sのエアロも同社の物を使用している。とくにFCは三浦から新作エアロを作ると言われたほど。
- 2003年の学ドリには大学卒業後公共職業能力開発施設に再入学した25歳の「出戻り学生」として出場し優勝した。これが2009年に「18歳以上24歳以下」という年齢制限が設けられる原因の一つになったとも言われている[9]。

## 戦績
2003年
- 全日本学生ドリフト王座決定戦 西大会 - 優勝

2005年
- アドバンドリフトミーティング - 2位
- D1GP - ランキング外

2007年
- D1GP - ランキング外

2011年
- D1GP - シリーズ24位、追走シリーズ23位、単走シリーズ23位

2012年
- D1GP - シリーズ24位

2013年
- D1GP - シリーズ17位、単走シリーズ12位

2014年
- D1GP - シリーズ29位、単走シリーズ24位

2015年
- D1GP - シリーズ30位、単走シリーズ25位

2016年
- D1GP - シリーズ7位、単走シリーズ4位

2017年
- D1GP - シリーズ17位、単走シリーズ8位

2018年
- D1GP - シリーズ34位、単走シリーズ31位

2019年
- D1GP - シリーズ19位、単走シリーズ15位

2020年
- D1GP - シリーズ25位、単走シリーズ24位

2021年
- D1GP - シリーズ24位、単走シリーズ24位

2022年
- D1GP - シリーズ16位、単走シリーズ15位